# 亞歷山德里夫卡 (薩塔尼夫市鎮)
49°17′7″N 26°19′31″E / 49.28528°N 26.32528°E
亞歷山德里夫卡（烏克蘭語：Олександрівка）是位於烏克蘭西部的村莊，由赫梅利尼茨基州裡赫梅利尼茨基區的薩塔尼夫市鎮負責管轄。該村處於波季克索羅卡河畔，面積1.39平方公里，海拔高度334米，2001年人口223。